# レゾナック・オートモーティブプロダクツ
株式会社レゾナック・オートモーティブプロダクツは、福岡県田川市に本社を置く自動車部品メーカー。レゾナック・ホールディングスグループの1社で、レゾナックの100%子会社。
旧法人は昭和電工マテリアルズ・オートモーティブプロダクツ株式会社（しょうわでんこうまてりあるず・オートモーティブプロダクツ、英: Showa Denko Materials Co., Ltd）。

## 概要
レゾナックグループの自動車用部品メーカーとして、樹脂成形部品の生産を行う会社である。
主に日産自動車向け自動車部品の生産を行っている。

## 沿革
- 1974年 - 九州日立化成工業株式会社設立
- 1975年 - 射出成形工場新設
- 1977年 - 営業開始
- 1981年 - FRP工場新設
- 1985年 - 発泡成形工場新設
- 1987年 - 射出成形機設置
- 1989年 - 本館事務所・製品倉庫新設
- 1990年 - SMC製造プラント新設
- 1991年 - FRP工場にクラスA上塗り塗装設備新設
- 1999年 - 住宅環境製品を福山日立化成工業（現・ハウステック）へ移管
- 2001年 - 日立化成オートモーティブプロダクツ株式会社に商号変更
- 2006年 - 茨城事業所を分離
- 2010年 - 日立化成下館事業所の自動車部門を統合、茨城県筑西市に関東事業所新設
- 2016年 - 新神戸プラテックス株式会社を吸収合併[3]。
- 2020年 - 昭和電工グループ入りに伴い、昭和電工マテリアルズ・オートモーティブプロダクツ株式会社に商号変更
- 2023年 - 昭和電工グループからレゾナック・ホールディングスへの社名変更に伴い、株式会社レゾナック・オートモーティブプロダクツに商号変更